# INXS (album)
Albums de INXS
Underneath the Colours
(1981)
Singles
1. Just Keep Walking
Sortie : septembre 1980

INXS est le premier album studio du groupe de rock australien INXS sorti en 1980. Il contient Just Keep Walking, paru en single la même année et qui est parvenu à se placer dans le top 40 australien. Ce single a également fait l'objet du tout premier clip du groupe, filmé dans un parking souterrain.
Succès national mineur à sa sortie, l'album a reçu une certification disque d'or une fois que le groupe a eu acquis une notoriété internationale.

## Titres
Les titres ont été écrits par Garry Gary Beers, Andrew Farriss, Jon Farriss, Tim Farriss, Michael Hutchence et Kirk Pengilly.
| No  | Titre             | Durée |
| --- | ----------------- | ----- |
| 1.  | On a Bus          | 3:49  |
| 2.  | Doctor            | 2:37  |
| 3.  | Just Keep Walking | 2:43  |
| 4.  | Learn to Smile    | 4:55  |
| 5.  | Jumping           | 3:21  |
| 6.  | In Vain           | 4:26  |
| 7.  | Roller Skating    | 2:47  |
| 8.  | Body Language     | 2:05  |
| 9.  | Newsreel Babies   | 2:41  |
| 10. | Wishy Washy       | 3:51  |